# Honeoye Lake
Honeoye Lake [ˈhʌniɔɪ] ist ein 717 ha großer See im Ontario County des US-Bundesstaats New York.
Der See zählt zu den Finger Lakes, einer Seengruppe im Westen von New York, die als Moränenseen am Ende der letzten Eiszeit entstanden.
"Honeoye" ist ein Wort der Seneca mit der Bedeutung „liegender Finger“ oder „wo der Finger liegt“. Der Name kommt laut Überlieferung von der örtlichen Geschichte eines Indianers, der seinen Finger abschneidet, nachdem er von einer Klapperschlange gebissen wird.
Der Großteil des Sees gehört zur Stadt Richmond, ein kleinerer Teil
im Südwesten gehört zu Canadice.
Das Hamlet Honeoye liegt nördlich des Sees.
Der Honeoye Lake ist der zweitkleinste See der Finger Lakes und liegt westlich der Hauptseen.
Westlich liegen die anderen kleineren Seen der Seengruppe: Canadice Lake, Hemlock Lake und Conesus Lake.
Der See liegt auf 245 m Höhe.
Er hat eine Hauptausdehnung in Nord-Süd-Richtung von 7,2 km und eine Breite von 1,3 km.
Sein Abfluss bildet der Honeoye Creek. Dieser verlässt den See an dessen Nordende und fließt dem Genesee River zu.
Am südlichen Seeende mündet der Honeoye Inlet als wichtigster Zufluss in den Honeoye Lake.
Die Honeoye Lake Park Association verwaltet einen Großteil der Sommer-Cottages sowie eine Reihe von ganzjährig bewohnten Unterkünften (Times-Union Tract) am Ostufer des Sees.
Zu den im See gefangenen Speisefischen zählen Glasaugenbarsch, Amerikanischer Flussbarsch und Blauer Sonnenbarsch (Lepomis macrochirus).
Die "Ring of Fire"-Tradition wird jährlich am Labor-Day-Wochenende gefeiert.
Bengalische Feuer werden dann entlang des Seeufers entzündet.
Während des Winters ist der See zugefroren. Dann bieten sich Freizeitaktivitäten wie Eisfischen, Schlittschuhlaufen und Eissegeln an.
Am Ostufer nahe dem Südende des Honeoye Lake liegt der Honeoye Lake Boat Launch State Park. Dieser ist von Mai bis November geöffnet.